# Géza Szőcs
Géza Szőcs (ur. 21 sierpnia 1953 w Târgu Mureș, zm. 5 listopada 2020 w Budapeszcie) – węgierski poeta, opozycjonista, polityk.
Studiował hungarystykę i rusycystykę na uniwersytecie w Kolożwarze. Podczas studiów zaangażował się w działalność opozycyjną. Pierwszy tom wierszy opublikował w 1975 roku. Dzięki Andrásowi Sütő w 1979 roku otrzymał stypendium, które umożliwiło mu podróż do Austrii, Szwajcarii i Stanów Zjednoczonych. Po powrocie kontynuował działalność w opozycji demokratycznej, współredagował podziemne czasopismo „Ellenpontok”. W 1983 został aresztowany, a po opuszczeniu aresztu był represjonowany przez tajne służby, nielegalnie więziony i torturowany. W 1986 opuścił Rumunię i wyemigrował do Szwajcarii, gdzie pracował w Radiu Wolna Europa, a następnie do Stanów Zjednoczonych. W Ameryce poznał Györgya Faludyego, spotkanie było początkiem wieloletniej przyjaźni. Szőcs powrócił do Europy w roku 1990. Przez pewien czas kierował biurem Radia Wolna Europa w Budapeszcie, następnie wrócił do Rumunii i zaangażował się w działalność Związku Demokratów Węgierskich w Siedmiogrodzie. Zasiadał w rumuńskim Senacie. Po przeprowadzce na Węgry był prezesem węgierskiego PEN Clubu i Ministrem Kultury w rządzie Viktora Orbána.
Jest uważany za jednego z najwybitniejszych współczesnych poetów węgierskich. Laureat wielu nagród literackich, m.in. Nagrody Gravesa, Nagrody Attili Józsefa, Wielkiej Nagrody Wiedeńskiej Akademii Europejskiej.

## Publikacje
- Te mentél át a vízen? Bukareszt, 1975.
- Kilátótorony és környéke Bukareszt, 1977.
- Párbaj, avagy a huszonharmadik hóhullás Kluż-Napoka, 1979.
- A szélnek eresztett bábu Budapeszt, 1986.
- Az uniformis látogatása Nowy Jork, 1987.
- Kitömött utcák, hegedűk Kolonia-Budapest, 1988.
- A sirálybőr cipő Budapeszt, 1989.
- Históriák a küszöb alól Budapeszt,1990.
- A vendégszerető avagy Szindbád Marienbadban Budapeszt, 1992.
- A kisbereki böszörmények Kluż-Napoka, 1995.
- Ki cserélte el a népet? Kluż-Napoka, 1996.
- Passió Budapeszt, 1999.
- Drámák, hangjátékok Budapeszt, 2002.
- A magyar ember és a zombi Budapeszt, 2003. ISBN 963-9297-82-8.
- Liberté 1956 Budapeszt, 2006. ISBN 973-7648-07-2.
- Limpopo Budapeszt, 2007. ISBN 978-963-14-2554-3.
- Beszéd a palackból, 2008.
- Amikor fordul az ezred (Beszélgetőkönyv és dokumentumgyűjtemény; Sz. G. és Farkas Wellmann Endre) Budapeszt, 2009.
- Nyestbeszéd (Szőcs Géza 33 verse Faludy György válogatásában) Budapeszt, 2010.
- Tasso Marchini és Dsida Jenő Budapeszt, 2010.